# Skyler Samuels
Skyler Rose Samuels (Los Ángeles, California; 14 de abril de 1994) es una actriz y modelo estadounidense, más conocida por sus papeles en Wizards of Waverly Place, The Gates, The Nine Lives of Chloe King, Scream Queens y The Gifted.

## Carrera
Ha actuado desde que tiene seis años. A los 8 tenía el sueño de entrevistar al elenco de Harry Potter y ser corresponsal júnior para Access Hollywood. Skyler ha ido uno a uno con estrellas como Hilary Duff, Jessica Simpson, Clay Aiken y Tim Allen, entre otros.
Es más conocida por interpretar a Andie Bates en The Gates, la serie sobrenatural que fue cancelada por ABC después de 13 episodios. Antes de su primer papel importante, apareció en programas como Drake & Josh, The Suite Life of Zack and Cody y Wizards of Waverly Place. También le acreditan películas como Furry Vengeance, y The Stepfather. En 2011, se unió al elenco de The Nine Lives Of Chloe King con el papel protagonista de Chloe, la descendiente de una raza de super-humanos con habilidades de gato. En 2014 se confirmó su aparición como un personaje recurrente en American Horror Story: Freak Show. Coprotagonizó con Mae Whitman y Bella Thorne la película de comedia de la escuela secundaria The Duff (2015). Tuvo un papel principal en la temporada uno de la serie de comedia de terror de FOX Scream Queens (serie de televisión) (2017). Samuels aparece en el papel recurrente de Esme Frost en la primera temporada de la serie de televisión de X-Men de FOX The Gifted.

## Filmografía

### Cine
| Año  | Título                                                   | Personaje            | Nota         |
| ---- | -------------------------------------------------------- | -------------------- | ------------ |
| 2005 | Junior Pilot                                             | Mary Jo              | video        |
| 2005 | The Adventures of Big Handsome Guy and His Little Friend | Young Super Hot Girl | Cortometraje |
| 2005 | A Host of Trouble                                        | Maureen              | Cortometraje |
| 2009 | The Stepfather                                           | Beth Harding         |              |
| 2010 | Furry Vengeance                                          | Amber                |              |
| 2014 | Helicopter Mom                                           | Carrie               |              |
| 2015 | The Duff                                                 | Jess Harris          |              |
| 2016 | The Last Virgin in LA                                    | Courtney             | Cortometraje |
| 2018 | Public Disturbance                                       | Kasey                |              |
| 2018 | Sharon 1.2.3.                                            | Sharon #3            |              |
| 2018 | Spare Room                                               | Lillian              |              |
| 2021 | Masquerade                                               | Woman                |              |
| 2021 | For Every Good Invention                                 | Mary                 | Cortometraje |
| 2023 | Meg 2: The Trench                                        | Jess                 |              |

### Televisión
| Año       | Título                                    | Personaje                                   | Nota                                                                |
| --------- | ----------------------------------------- | ------------------------------------------- | ------------------------------------------------------------------- |
| 2004      | Drake & Josh                              | Ashley Blake                                | Invitada, episodio: "Little Diva"                                   |
| 2005      | The Suite Life of Zack & Cody             | Brianna                                     | Invitada, episodio: "The Fairest of Them All"                       |
| 2005      | That's So Raven                           | Chrissy Collins                             | Invitada, episodio: "Goin' Hollywood"                               |
| 2006      | Love, Inc.                                | Maureen                                     | Invitada, episodio: "Arrested Development"                          |
| 2007–2008 | Wizards of Waverly Place                  | Gigi Hollingsworth                          | Secundaria, 3 episodios                                             |
| 2009      | Bless This Mess                           | Libby                                       | Película para televisión                                            |
| 2010      | The Gates                                 | Andie Bates                                 | Principal, 13 episodios                                             |
| 2011      | The Nine Lives of Chloe King              | Chloe King                                  | Principal, 10 episodios                                             |
| 2013      | Bloodline                                 | Bird Benson                                 | Película para televisión                                            |
| 2014      | American Horror Story: Freak Show         | Bonnie Lipton                               | Secundaria, 4 episodios                                             |
| 2015      | Scream Queens                             | Grace Gardner                               | Principal (temp. 1), 13 episodios                                   |
| 2017-2019 | The Gifted                                | Esme, Sophie y Phoebe Frost / Frost sisters | Recurrente (temp. 1), 6 episodios Principal (temp. 2), 16 episodios |
| 2021      | The Rookie                                | Charlotte Luster                            | Invitada, episodio:"True Crime"                                     |
| 2021      | Showmance                                 | Casey                                       | Principal , 7 episodios                                             |
| 2021      | Switched Before Birth                     | Olivia Crawford                             | Película para televisión                                            |
| 2022      | The Gabby Petito Story                    | Gabby Petito                                | Película para televisión                                            |
| 2023      | Aurora Teagarden Mysteries: Something New | Aurora Teagarden                            | Película para televisión                                            |
| 2024      | My Dreams of You                          | Grace                                       | Película para televisión                                            |

## Premios y nominaciones
| Año  | Resultado | Premio                    | Categoría            | Recibidor(es)                |
| ---- | --------- | ------------------------- | -------------------- | ---------------------------- |
| 2011 | Nominada  | Teen Choice Award         | Choice Breakout Show | The Nine Lives of Chloe King |
| 2011 | Nominada  | Teen Choice Award         | Choice Breakout Star | Skyler Samuels               |
| 2018 | Ganadora  | Napa Valley Film Festival | Audience Award       | Spare Room                   |
| 2019 | Ganadora  | The Mammoth Film Festival | Acting               | Skyler Samuels               |